# سان خوان ریور (نیکاراگوئه)
سان خوان ریور (به لاتین: San Juan River) یک رود در نیکاراگوئه است که در بخش ریو سان خوان واقع شده‌است.